# Litchfield, New Hampshire
Litchfield är en kommun (town) i Hillsborough County i delstaten New Hampshire, USA med 8 271 invånare (2010). 